# 理查德·史蒂文斯
理查德·史蒂文斯（William Richard (Rich) Stevens，1951年2月5日—1999年9月1日），美国计算机科学家，是众多的畅销UNIX、TCP/IP书籍的作者。

## 生平
史蒂文斯于 1951 年出生于北罗德西亚（今赞比亚）的盧安夏。他的父亲在当地的一家铜厂工作。他的家曾先后搬到盐湖城、新墨西哥的Hurley、华盛顿和南非的帕拉博魯瓦。史蒂文斯曾就读于位于弗吉尼亚韋恩斯伯勒的Fishburne 军校。并于1973年取得了密执安大学的航天工程工科学士学位，于1978年取得工科硕士学位，于1982年取得了亚利桑那大学的系统工程学博士学位。他于1975年搬到了土桑并受雇于当地的 基特峰國家天文台担任程序员工作，并在那里工作到1982年。 从1982年到1990年，他在位于紐哈芬市, CT的Health Systems International担任计算机服务副总监。他于1990年搬回了土桑，在他的专业领域从事写作和顾问工作。　他在20世纪70年还曾狂热地从事飞行运动并担任兼职飞行教练工作。

## 著作
- 1990年 - “UNIX Network Programming” - ISBN 0-139-49876-1
- 1992年 - Advanced Programming in the UNIX Environment  - ISBN 0-201-56317-7
  - 國際中文版 ISBN 986-7727-82-7
- 1994年 - TCP/IP Illustrated, Volume 1: The Protocols - ISBN 0-201-63346-9
  - 國際中文版 初版 ISBN 957-0390-29-8  二版 ISBN 9867727878
- 1995年 - TCP/IP Illustrated, Volume 2: The Implementation (with Gary R. Wright) - ISBN 0-201-63354-X
  - 國際中文版 上 ISBN 957-0390-32-8 下 ISBN 957-0390-35-2
- 1996年 - TCP/IP Illustrated, Volume 3: TCP for Transactions, HTTP, NNTP, and the UNIX Domain Protocols - ISBN 0-201-63495-3
- 1998年 - UNIX Network Programming, Volume 1, Second Edition: Networking APIs: Sockets and XTI - ISBN 0-134-90012-X
  - 正體中文版《UNIX 網路程式設計：網路應用程式設計界面：Sockets 與 XTI》 ISBN 986-7790-42-1
- 1999年 - UNIX Network Programming, Volume 2, Second Edition: Interprocess Communications - ISBN 0-130-81081-9
  - 正體中文版《UNIX 網路程式設計：IPC 行程間通訊程式設計》 ISBN 986-7790-42-1

## RFC
Stevens 还协助制定了一些 IETF 的 RFC 文件。 — 一些BSD套接字 API针对IPv6的更新文档 和一个 TCP 拥塞控制方面的标准文档。
- Stevens, W. R., and Thomas, M. 1998年. "Advanced Sockets API for IPv6," RFC 2292
- Gilligan, R. E., Thomson, S., Bound, J., and Stevens, W. R. 1999年. "Basic Socket Interface Extensions for IPv6," RFC 2553
- Allman, M., Paxson, V., Stevens, W. R. 1999年. "TCP Congestion Control," RFC 2581